# Vendeuvre
Vendeuvre – miejscowość i gmina we Francji, w regionie Normandia, w departamencie Calvados.
Według danych na rok 2008 gminę zamieszkiwały 742 osoby, a gęstość zaludnienia wynosiła 28 osób/km².

## Liczba ludności[1]
| Rok  | Populacja |
| ---- | --------- |
| 1793 | 302       |
| 1800 | 268       |
| 1846 | 401       |
| 1891 | 370       |
| 1921 | 353       |
| 1962 | 334       |
| 1999 | 724       |